# 龔銘 (崇禎進士)
龔銘（？—17世紀），字紀常，號濲洲，南直隶镇江府金坛县籍，浙江龙游县人，明朝政治人物。

## 生平
萬曆四十六年（1618年）戊午科舉人，崇祯四年辛未科進士，通政司观政，五年授广平府推官，六年贬广东布政司照磨，八年丁忧。后任浙江兵巡道，治理杭州，杖毙淫僧金臺。